# Мельничук Богдан Іванович (письменник і краєзнавець)
Богда́н Іва́нович Мельничу́к (псевдонім — Б. Волинський, І. Гаврильцьо, Б. Жердинюк; нар. 2 серпня 1952, с. Молотків Лановецький район Тернопільська область) — український письменник, драматург, редактор, журналіст, краєзнавець. Заслужений діяч мистецтв України (2008). Член національних спілок журналістів (1980), письменників (1998) та краєзнавців України (1998), дійсний член Наукового товариства імені Тараса Шевченка (2017).

## Життєпис
Богдан Мельничук народився 2 серпня 1952 року в селі Молоткові Лановецького району Тернопільської області.
Закінчив факультет журналістики Львівського державного університету імені Івана Франка (1974).
Працював у редакціях газет «Будівник комунізму» (нині «Голос Лановеччини»), «Вільне життя» і «Тернопіль вечірній» (обидві — Тернопіль), у Державному архіві Тернопільської області, був на громадській роботі.
Згодом — головний редактор Тернопільського обласного управління у справах преси та інформації (1989—1993), видавництва Тернопільської академії народного господарства «Економічна думка» (1998—2003), літературно-мистецької і культурологічної газети «Русалка Дністрова» (від 1992 донині) й журналу «Тернопіль» (від 1994 донині; від 2009 — «Літературний Тернопіль»).
2003—2009 — заступник голови редакційної колегії першого в Україні регіонального 4-томного «Тернопільського Енциклопедичного Словника», його головний науковий редактор.
У 2010—2014 роках — головний науковий редактор комунального підприємства «Тернопільський обласний інформаційно-туристичний краєзнавчий центр», відповідальний секретар редакційної колегії 3-томного енциклопедичного видання «Тернопільщина. Історія міст і сіл».
Тепер — головний редактор журналу «Літературний Тернопіль».
Від серпня 2016 року очолює Громадську раду з відзначення Всеукраїнською літературно-мистецькою премією імені Братів Лепких.

## Творчість
Видав 38 своїх книг драматургії, прози й поезії, у т. ч. «Вибрані новели» (1999), збірники новел «Професор і бичок Бамбурка» (2002), «Скрипка від старого» (2004), «Яр» (2007), двотомник вибраних новел «Суд без суду» та «Зек, вождь і Гарсіа Лорка» (2010), повість «Роксоляна, декан і жлоби» (спільно з Ніною Фіалко), документальну повість «Соломія Крушельницька» (обидві — 2011); збірки віршів із паралельним перекладом мовою есперанто «Крапелини-плюс», «Нові крапелини» (обидві — 2002), поезії «Ваша Пресвітлосте, Дамо…» (2005), «Марії» (2006), «Таїна кохання» (2007), збірники п'єс «Актор і блазні» (2009), «Довга дорога в короткий день», «Реквієм для кларнета без оркестру» (обидва — 2010), «Кава на лезі шаблі» (2011) та інші.
Автор і співавтор 36 краєзнавчих книжок, зокрема: «Тернопіль. Що? Де? Як?» (1989), «Біль і пам'ять Молоткова» (1990), «Тарас Шевченко на Тернопільщині» (1990, 1998, 2007), «Шляхами Богдана Хмельницького на Тернопільщині» (1991), «За рідний край, за нарід свій…» (1993), «Шляхами стрілецької слави» (1995), «Симон Петлюра і Тернопільщина» (2009), «Великий українець із Тернопілля. Ярослав Стецько. Життєвий шлях Провідника ОУН» (2010), «Вірна дочка України. Слава Стецько: життєпис у боротьбі», «Іван Франко і Тернопільщина», «Від Маківки до Стрипи» (всі — 2011).
У театрах України (Тернопільському академічному обласному імені Тараса Шевченка, Львівському обласному академічному музично-драматичному театрі імені Юрія Дрогобича, Коломийському імені Івана Озаркевича, Рівненському драматичному, Тернопільському театрі актора і ляльки, Івано-Франківському театрі ляльок імені Марійки Підгірянки, народних театрах: Копичинецькому імені Богдана Лепкого, Озернянському Зборівського району, «Дивосвіт» Тернопільської ЗОШ № 22 та інших) поставлено 32 п'єси й інсценізації Б. Мельничука.
Вистава «Мазепа, гетьман України» (сценічний варіант Б. Мельничука за творами Б. Лепкого, Дніпропетровський академічний український музично-драматичний театр імені Тараса Шевченка) нагороджена міжнародною премією імені П. Орлика (1995).
12 грудня 2010 року в Тернопільському академічному обласному драматичному театрі ім. Т. Шевченка відбулася прем'єра вистави «Мазепа» за творами Богдана Лепкого (інсценізація Б. Мельничука й О. Мосійчука); відзначена регіональною премією «Галицька Мельпомена».
Призами театральних фестивалів нагороджені вистави за п'єсами Б. Мельничука «Чарівні пиріжки Червоної Шапочки» (спільно зі С. Львівською), «Козацькі вітрила» тощо.
Серед вистав за п'єсами Б. Мельничука — «Соломія Крушельницька», «Вісьта-вйо!» (за мотивами стрілецького гумору), інсценізації творів Р. Завадовича, П. Загребельного, Б. Лепкого, А. Кроніна, В. Тарнавського, І. Филипчака та інші.
Автор сотень статей, нарисів, рецензій та інших публікацій у ЗМІ.
Укладач і редактор понад 500 збірок, зокрема творів С. Балея, Олександра та Богдана Барвінських (батька й сина), В. Будзиновського, В. Вихруща, О. Назарука, М. Стахіва.
Понад 100 пісень на тексти Б. Мельничука і музику Ігоря Андрухова, Миколи Болотного, В. Войнарського, Анатолія Горчинського, Я. Горішнього, Я. Злонкевича, О. Зозулі, Б. Климчука, Леоніда Міллера, І. Николайчука, М. Облещука й інших композиторів видано збірками «Сад любові» (2009), «Сад любові—2» (2010). Їх виконують Л. Бутенко, Володимир Вермінський, Ігор Вовчак, Андрій Гамбаль, Степан Гіга, Леся-Мацьків-Горлицька, С. Дерій, М. Довгальов, Віталій Свирид, Олександр Смик, Ю. Шевчук та інші виконавці. Пісенні твори на слова Б. Мельничука відзначені на конкурсах «Пісенний вернісаж» (2009, 2011), «Червона калина» (2009, 2010, 2011), «Мелодії Підкаменя» (2010, 2011), «Ліра Гіппократа» (2010), «Українська родина» (2010).
Про життєвий і творчий шлях письменника розповідає книга Івана Бандурки «Чотири вежі Богдана Мельничука» (Т., 2002).
Видано бібліографічний покажчик «Богдан Мельничук — письменник, редактор, журналіст, краєзнавець» (Т., том 1, 2009; том 2, 2012).

## Твори

### Власні твори
Видав понад 25 книг — драматургія, проза та поезія, серед яких:
- «Вибрані новели» (1999);
- «Професор і бичок Бамбурка» (збірка новел, 2002);
- «Скрипка від старого» (збірка новел, 2004);
- «Яр» (збірка новел, 2007);
- «Крапелини-плюс» (вірші з паралельним перекладом мовою есперанто2000, 2002);
- «Нові крапелини» (2002), вірші з паралельним перекладом мовою есперанто;
- «Ваша Пресвітлосте, Дамо…» (поезії, 2005);
- «Сад любові» — 1 (пісні, 2009);
- «Сад любові» — 2 (пісні, 2010);
- «Зек, вождь і Гарсіа Лорка» (збірка новел, 2010);
- «Суд без суду» (збірка новел, 2010);
- «Слова від серця», тт. 1—2 (вибрані поезії, 2010);
- «Дорога до себе» (нові новели, п'єси, радіоп'єси, 2012);
- «Портрет зблизька в різних інтер'єрах» (нові новели, 2012);
- «Перейти на другий берег» (нові новели, поезії, п'єси, пісні, статті, 2014);
- «Козацького роду» (співаник для дітей молодшого, середнього і старшого віку, 2015);
- «Хлібина для бандерівця» (новели, поезії, афоризми, 2016);
- «Каченя Пушок і задерикуватий півень» (вистава).

### Твори у співавторстві
Автор і співавтор 15 краєзнавчих книжок, серед яких:
- «Тернопіль. Що? Де? Як?» (1989);
- «Біль і пам'ять Молоткова» (1990);
- «Тарас Шевченко на Тернопільщині» (1990, 1998, 2007);
- «Шляхами Богдана Хмельницького на Тернопільщині» (1991),
- «Від Маківки до Стрипи» (2010);
- «За рідний край за нарід свій…» (1993);
- «Шляхами стрілецької слави» (1995);
- «Журавлина» книга 3 част. (1999—2012);
- «Кохання до нестями» (авантюрно-любовний роман, 2013);
- Вистава «Мазепа, гетьман України» (сценічний варіант Б. Мельничука за творами Б. Лепкого Дніпровський академічний український музично-драматичний театр імені Тараса Шевченка) нагороджена міжнародною премією імені Пилипа Орлика (1995);
- Вистава — «Соломія Крушельницька», «Вісьта-вйо» за мотивами стрілецького гумору;
- Вистава «Чотири чарівні перлини»;
- Вистава «Чарівні пиріжки Червоної Шапочки»;
- Інсценізації творів Р. Завадовича, П. Загребельного, Б. Лепкого.

## Відзнаки

### Державні нагороди
- Заслужений діяч мистецтв України (19 серпня 2008)[2]
- Ювілейна медаль «20 років незалежності України» (19 серпня 2011)[3]

### Премії
- імені Іванни Блажкевич (1994);
- імені Братів Лепких (2000);
- імені Уласа Самчука (2002);
- імені Станіслава Дністрянського (2003);
- 2-а премія Першого (2007), спеціальний приз Третього (2009), 3-я премія Четвертого (2010, спільно з Н. Колтун)[4] Всеукраїнських конкурсів радіоп'єс «Відродимо забутий жанр»;
- 2-а і 3-я премії Всеукраїнського літературного конкурсу «Коронація слова-2010» у номінації «Драми» за п'єси «Реквієм для кларнета без оркестру» (спільно з О. Мосійчуком) та «Віщий сон, або Мудрий Іванко» (спільно з В. Фроленковим); дипломант «Коронації слова—2012, 2013, 2014, 2015» у різних жанрах;
- імені Ірини Вільде (2008);
- «Державницька позиція» (2009);
- міжнародної літературної премії «Сад божественних пісень» імені Григорія Сковороди (2010);
- міжнародної літературної премії україністики фонду Воляників-Швабінських при фундації УВУ (США, 2011);
- імені Ярослава Стецька (2011);
- імені Романа Завадовича (2016);
- Всеукраїнська в галузі краєзнавства імені Дмитра Яворницького (2015);
- 1-ша премія у номінації «Квітни, мово наша рідна» XVI Загальнонаціонального конкурсу «Українська мова — мова єднання» (2015).
- обласна премія в галузі культури в номінації «Краєзнавство — імені Петра Медведика» — за видання енциклопедичного тритомника «Тернопільщина. Історія міст і сіл» (2015)[5];
- Всеукраїнська літературна премія імені Степана Сапелика (2016)

### Медалі
- Медаль «Будівничий України» Всеукраїнського товариства «Просвіта» імені Тараса Шевченка (2008);
- медаль Святих Кирила і Мефодія УПЦ КП (2010);
- лицарський орден «Іван Сірко» III ступеня Українського Вільного Козацтва (2012);
- Золота медаль української журналістики (2014).

### Інші відзнаки
- «Людина року»—2008 у Тернопільській області.
- Перше місце у літературному конкурсі «Жінка в історії» (2014) за нарис «Співачка і цар (Соломія Крушельницька і Микола ІІ)»[6];
- Спецвідзнака за найкращий твір на військову тематику у конкурсі «Коронація слова 2014», номінація «пісенна лірика», за вірш «Батько-отаман»[7];
- дипломант XIV (2010) і лауреат XV (2011), XVI (2012) і XIX (2015) всеукраїнських літературно-краєзнавчих конкурсів імені Мирона Утриска;
- дипломант обласного конкурсу імені Володимира Вихруща (2002);
- почесний знак НСЖУ (2009);
- почесна відзнака НСПУ (2009);
- почесна відзнака міського голови Тернополя (2011);
- Спецвідзнака «Вибір Генерального продюсера „1+1“» за найкращий кіносценарій у конкурсі «Коронація слова 2016», за «Проліскам сніг не страшний» (у співавторстві з Валентиною Семеняк) (2016);
- Дворічна державна стипендія (2017)[8];
- «Почесний громадянин міста Тернополя» (2017)[9].